# Трыстика (Тырговиштская область)
Трыстика (болг. Тръстика) — село в Болгарии. Находится в Тырговиштской области, входит в общину Попово. Население составляет 236 человек (2022).

## Политическая ситуация
В местном кметстве Трыстика, в состав которого входит Трыстика, должность кмета (старосты) исполняет Садифе Алиева Зекериева (Национальное движение «Симеон Второй» (НДСВ)) по результатам выборов правления кметства.
Кмет (мэр) общины Попово — Людмил Веселинов (коалиция в составе 2 партий: Федерация Активного Гражданского Общества (ФАГО), Гражданский союз за новую Болгарию (ГСНБ)) по результатам выборов 2007 года в правление общины.